# Барион
Бариони в ядрената физика са субатомни частици, включващи протона и неутрона (с общото име нуклеони), както и известен брой по-тежки, нестабилни частици, наречени хиперони. Терминът барион идва от гръцкото barys, означаващо „тежък“, тъй като това са частици, по-тежки от останалите.

## Свойства
Барионите са силно взаимодействащи си фермиони, тоест, те участват в силни ядрени взаимодействия. Те се описват от статистиката на Ферми-Дирак, която по принцип се прилага върху всички частици, подчиняващи се на принципа на Паули. По това те се различават от бозоните, които не се подчиняват на този принцип. Барионите, заедно с мезоните, принадлежат към семейството на адроните, което означава, че са съставени от кварки. Барионите са фермиони, съставени от 3 кварки. Затова протоните и неутроните се причисляват към групата на барионите. Mезоните са съставени от кварк и антикварк.

## Видове
Освен нуклеоните (протони, неутрони), други членове на семейството на барионите са Δ, Λ, Σ, Ξ and Ω частиците.
Делта барионите (Δ++, Δ+, Δ0, Δ−) са съставени от комбинация от горни и долни кварки, и се разпадат до пион и или протон, или неутрон.
Ламбда барионите (Λ0, Λ+c) са съставени от горен, долен и или чаровен, или странен кварк. Неутралният ламбда барион е дал първото наблюдавано доказателство за съществуването на странен кварк.
Сигма барионите (Σ+, Σ0, Σ−) са съставени от странен кварк или от комбинация от горен и долен. Неутралните сигма бариони имат същата комбинация от кварки като при неутралните ламбда бариони и поради това се разпадат много по-бързо от Σ+ (горен, горен, странен) или Σ− (долен, долен, странен).
Кси барионите (Ξ0, Ξ−) са съставени от два странни кварки и или горен, или долен кварк. Неутралният кси барион, Ξ0, съставен от един горен и два странни кварки, се разпада до неутрален ламбда барион и неутрален пион, който от своя страна бързо се разпада до електрон и позитрон; те веднага анихилират и така изглежда, че продукт от разпада на кси бариона е един ламбда барион, който излъчва гама-лъчи.
Омега минус барионът (Ω−) е съставен от три странни кварки. Откриването му е голям триумф в изучаването на кварковите процеси, тъй като е открит едва след като неговото съществуване, маса и продукти от разпада вече са били предсказани.

## Барионна материя
Барионната материя е материя, съставена главно от бариони (по маса). Това е материята, която ни е позната в ежедневието. Небарионната материя е коренно различна и е предмет на спекулации в космологията, в опитите да се разработи теория, обясняваща всички наблюдения на материята във Вселената като цяло. Виж тъмна материя.

## Таблица на барионите
| Частица | Символ | Състав | маса (MeV/c2) | барионно число | странност | чар | Средно време на живот (секунди) |
| ------- | ------ | ------ | ------------- | -------------- | --------- | --- | ------------------------------- |
| Протон  | p      | uud    | 938,3         | +1             | 0         | 0   | стабилен1                       |
| Неутрон | n      | ddu    | 939,6         | +1             | 0         | 0   | 9202                            |
| Делта   | Δ++    | uuu    | 1232          | +1             | 0         | 0   | 6×10−24                         |
| Делта   | Δ+     | uud    | 1232          | +1             | 0         | 0   | 6×10−24                         |
| Делта   | Δ0     | udd    | 1232          | +1             | 0         | 0   | 6×10-24                         |
| Делта   | Δ-     | ddd    | 1232          | +1             | 0         | 0   | 6×10-24                         |
| Ламбда  | Λ0     | uds    | 1115,7        | +1             | −1        | 0   | 2,60×10−10                      |
| Ламбда  | Λ+c    | udc    | 2285          | +1             | 0         | 1   | 2,0×10−13                       |
| Сигма   | Σ+     | uus    | 1189,4        | +1             | −1        | 0   | 0,8×10−10                       |
| Сигма   | Σ0     | uds    | 1192,5        | +1             | −1        | 0   | 6×10−20                         |
| Сигма   | Σ-     | dds    | 1197−4        | +1             | −1        | 0   | 1,5×10−10                       |
| Кси     | Ξ0     | uss    | 1315          | +1             | −2        | 0   | 2,9×10−10                       |
| Кси     | Ξ−     | dss    | 1321          | +1             | −2        | 0   | 1,6×10−10                       |
| Омега   | Ω−     | sss    | 1672          | +1             | −3        | 0   | 0,82×10−10                      |

1 най-малко 1030 години

2 за свободни неутрони; в повечето обикновени ядра неутроните са стабилни.